# Oryzias sinensis
Oryzias sinensis Chen, Uwa & Chu, 1989 è un pesce d'acqua dolce e appartenente alla famiglia Adrianichthyidae.

## Distribuzione e habitat
Questa specie è diffusa in Asia, nei bacini idrografici dei fiumi Mekong, Irrawaddy, Salween, Nyang e Fiume Rosso. Recentemente è stato introdotto nelle acque dolci del Kazakistan, dove oggi è abbondante, e nel 2003 nel fiume Obitochnaya, Ucraina.

## Descrizione
Raggiunge una lunghezza massima di 3,1 cm.